# Os Juízes Justos
Os Juízes Justos é um dos quadros do políptico Retábulo de Ghent, pintado por Jan van Eyck e Hubert van Eyck entre 1430-1432. Acredita-se que a pintura retrata várias figuras importantes para a época, incluindo Filipe III de Borgonha, também conhecido como Filipe, O bom, e possivelmente os próprios artistas da pintura. A pintura foi roubada em 1934 e nunca foi encontrada. 

## O roubo
O painel esteve em exposição na Catedral de São Bavão, em Gante, Bélgica, junto com os outros painéis que compõem o políptico Retábulo de Ghent, até ser roubada durante a noite de 10 de Abril de 1934, possivelmente pelo belga Arsène Goedertier.
Após o roubo, feito com cuidado, não causando danos aos outros painéis, uma nota escrita em francês dizia, "Roubada pelo Tratado de Versalhes", uma referência ao Artigo 247 do Tratado de Versalhes.
Arsène Goedertier, antes de sua morte, declarou ao seu advogado, Georges de Vos, que apenas ele sabia da localização do quadro. A informação sobre a localização estava em um envelope na gaveta. Dentro do envelope, uma carta: " [A placa] está em um lugar onde nem eu, nem mais ninguém, pode retirá-la sem chamar a atenção do público em volta."
O caso ainda está sendo investigado pela polícia belga.

## Substituição da Obra
O painel foi substituído em 1945 por uma cópia feita pelo copista belga Jef Van der Veken. Van der Veken usou uma prateleira de um armário de dois séculos como painel de pintura. Ele fez a cópia da pintura perdida com base em uma outra cópia que Michiel Coxie (1499-1592) produziu em meados do século XVI para Filipe II da Espanha e foi mantida nos Museus Reais de Belas Artes da Bélgica. Para harmonizar sua cópia com a aparência dos outros painéis do Retábulo de Ghent, Van der Veken aplicou uma camada de cera para criar uma pátina semelhante. Van der Veken sutilmente indicou que seu trabalho era uma cópia, dando a um dos cavaleiros as características faciais do então rei belga Leopoldo III.